# TEA (organización secreta)
La TEA (tenacidad, entusiasmo y abnegación) fue una organización secreta política chilena de ideología nacionalista y filofascista, la cual tenía como objetivo derribar el gobierno del presidente Arturo Alessandri Palma. A pesar de lo poco que se conoce de ella, se sabe que funcionó entre los años 1923 y 1924, que tuvo de 1.500 a 2.000 miembros, y que entre ellos, los más destacados eran Jorge González von Marées (futuro Jefe del nacismo) y Oscar Dávila Izquierdo, abogado y profesor de la Universidad de Chile, quien ejercía como Jefe Supremo de la organización.

## Historia
A pesar de lo poco se sabe de esta organización, uno de sus propios militantes, Jorge Gómez Ugarte, deja testimonio de su existencia en su libro Ese cuarto de siglo. En él, menciona que la organización tenía alrededor de 1.500 o 2.000 miembros, que estaba formada por personas de conocida solvencia (se ha especulado que eran oficiales de alto rango del Ejército de Chile y miembros de la Unión Nacional), y que tenía entre sus filas a Jorge González von Marées, bajo el cargo de "Legionario", una especie de líder zonal. Cuenta además en sus escritos, cómo fue su proceso para unirse a la organización:

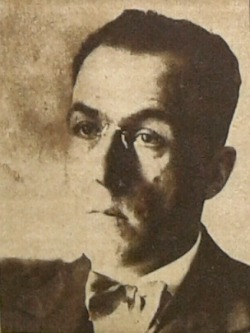
Jorge González von Marées,futuro Jefe del nacismo chileno. Quien tenía en la organización el cargo de "Legionario".

"Fue por el año 1923 o a fines de 1924 cuando -con gran misterio- un amigo me preguntó si sabía algo de la T.E.A. En realidad mi conocimiento era muy superficial y vago. Quien me interrogaba había escuchado algo más. (...) Me interesó, a pesar de lo impreciso y general de la información que recibía, y creí que era importante sumarme a esa cruzada. Solo entonces mi informante me dijo que yo pertenecía al movimiento, pues él había indicado mi nombre y había sido aceptado"
Luego de llegar al lugar secreto que le indicó su informante, Jorge Gómez Ugarte se sorprendió al encontrar en el sitio a varios miembros de la Asociación Nacional de Estudiantes Católicos, puesto que esta era una organización que cuasiterrorista y que además, tenía una clara inspiración fascista. Luego de que estuviesen todos los citados reunidos, se extendió una bandera chilena y llegó Jorge González von Marées, jefe circunstancial del movimiento, quien proclamó el siguiente discurso:
"...aquí no se pregunta por la ideología religiosa, por la situación personal o económica, o por otras características personales. Pero sí se pregunta si se ama a la patria y si se quiere redimirla, liberarla. Esto exige sacrificio, sin detenernos a especificar hasta qué medida". 
Sucesivamente, el ya aludido procedió a explicar el significado del nombre la organización:
"T: tenacidad, firmeza irreductible de carácter. E: entusiasmo, optimismo y decisión. A: Abnegación en la pequeña y grande empresa"
Luego de eso, le solicitó el juramento a los presentes, quienes fueron incorporados a la organización. 
El ya citado autor menciona que, a pesar de que buscaban ser un grupo de sabotaje, sus andanzas quedaron registradas más como anécdotas que ridiculizaban a sus rivales, en vez de atentados. 
El 1 de junio de 1924, intentaron sabotear al presidente Alessandri, quien se iba a dirigir al Congreso, sin embargo, la policía ya estaba al tanto de la situación y estaban presentes en el lugar vestidos de civil, y tras los primeros abucheos y pifias en contra del mandatario dispersaron a los miembros de TEA, resultando detenidos Jorge González von Marées y su cuñado Antonio Alliende. El diario illustrado del día siguiente (2 de junio), que era la voz del Partido Conservador y la Unión Nacional, opositores a Alessandri, dio una versión distorsionada de los hechos, aludiendo a que los jóvenes sólo se encontraban comentando la actuación del presidente.
La organización se disolvería posteriormente, y muchos de sus miembros pasarían a grupúsculos y agrupaciones pequeñas de carácter fascista.